# Чероки (округ, Канзас)
Че́роки (англ. Cherokee County; стандартное обозначение CK) — округ в штате Канзас, США. Официально образован 18 февраля 1860 года. По состоянию на 2010 год, численность населения составляла 21 603 человека.

## География
По данным Бюро переписи США, общая площадь округа равняется 1 530,692 км2, из которых 1 522,922 км2 суша и 9,065 км2 или 0,600 % это водоёмы.

## Население
По данным переписи населения 2000 года в округе проживает 22 605 жителей в составе 8 875 домашних хозяйств и 6 239 семей. Плотность населения составляет 15,00 человек на км2. На территории округа насчитывается 10 031 жилых строений, при плотности застройки около 7,00-ми строений на км2. Расовый состав населения: белые — 92,27 %, афроамериканцы — 0,61 %, коренные американцы (индейцы) — 3,45 %, азиаты — 0,23 %, гавайцы — 0,04 %, представители других рас — 0,50 %, представители двух или более рас — 2,90 %. Испаноязычные составляли 1,29 % населения независимо от расы.
В составе 32,40 % из общего числа домашних хозяйств проживают дети в возрасте до 18 лет, 56,60 % домашних хозяйств представляют собой супружеские пары проживающие вместе, 9,70 % домашних хозяйств представляют собой одиноких женщин без супруга, 29,70 % домашних хозяйств не имеют отношения к семьям, 26,30 % домашних хозяйств состоят из одного человека, 13,00 % домашних хозяйств состоят из престарелых (65 лет и старше), проживающих в одиночестве. Средний размер домашнего хозяйства составляет 2,51 человека, и средний размер семьи 3,02 человека.
Возрастной состав округа: 26,50 % моложе 18 лет, 8,40 % от 18 до 24, 26,90 % от 25 до 44, 23,10 % от 45 до 64 и 23,10 % от 65 и старше. Средний возраст жителя округа 37 лет. На каждые 100 женщин приходится 94,20 мужчин. На каждые 100 женщин старше 18 лет приходится 90,70 мужчин.
Средний доход на домохозяйство в округе составлял 30 505 USD, на семью — 37 284 USD. Среднестатистический заработок мужчины был 29 045 USD против 19 675 USD для женщины. Доход на душу населения составлял 14 710 USD. Около 11,40 % семей и 14,30 % общего населения находились ниже черты бедности, в том числе — 19,40 % молодёжи (тех, кому ещё не исполнилось 18 лет) и 10,60 % тех, кому было уже больше 65 лет.